# ثيودور كرامر
ثيودور كرامر (بالألمانية: Theodor Kramer)‏ هو كاتب وشاعر نمساوي، ولد في 1897 في Niederhollabrunn ‏ في النمسا، وتوفي في 3 أبريل 1958 في فيينا في النمسا بسبب سكتة.

## وصلات خارجية
- ثيودور كرامر على موقع ميوزك برينز (الإنجليزية)
- ثيودور كرامر على موقع ديسكوغز (الإنجليزية)